# Geraniol

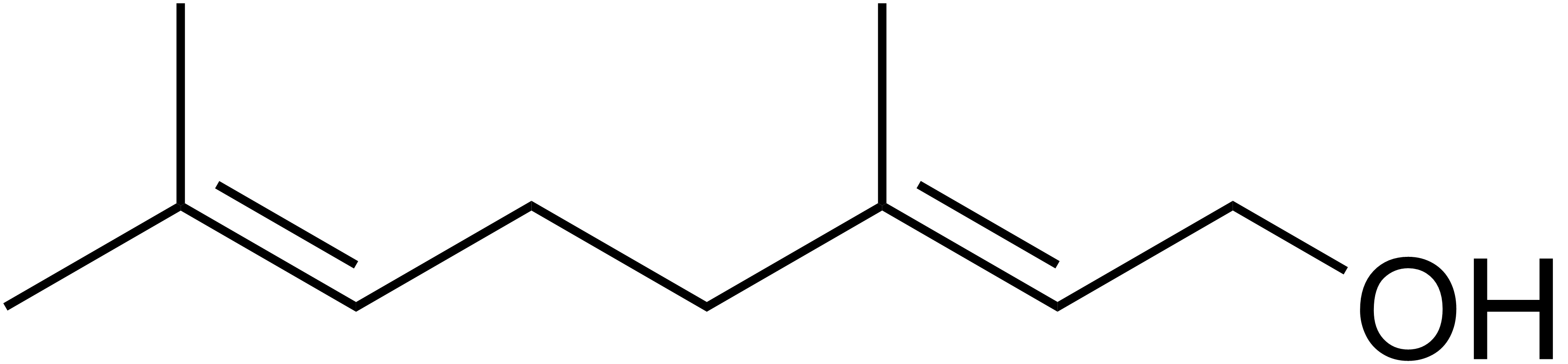
Geraniol

Geraniol (systematický název (2E)-3,7-dimethylokta-2,6-dien-1-ol) je organická sloučenina - monoterpenoidní alkohol. Je hlavní složkou růžového oleje, oleje trávy voňatky Martinovy (Cymbopogon martinii, Palmarosa) a oleje citronelly (jávský typ). V malých množstvích se vyskytuje v kakostech, pelargoniích, citronech a v mnoha dalších esenciálních olejích. Jedná se o čirý až světle žlutý olej nerozpustný ve vodě, ale rozpustný ve většině běžných organických rozpouštědel. Voní po růžích[zdroj?] a často se využívá v parfémech - typicky pro vůně, jako je broskev, malina, grapefruit, červené jablko, švestka, lípa, pomeranč, citron, vodní meloun, ananas a borůvka.

## Použití
Výzkumy ukázaly, že je geraniol účinný jako repelent proti komárům. Na druhou stranu může přitahovat včely, protože ho produkují jejich pachové žlázy a včely si jím značkují květiny s nektarem a vyhledávají podle něj své úly.
Přestože jsou geraniol a další vonné sloučeniny přirozeně obsaženy ve zralém tabáku, je geraniol na seznamu (z roku 1994) 599 cigaretových aditiv přidávaných do cigaret ke zlepšení chuti.

## Biochemie
Funkční skupina odvozená od geraniolu (v zásadě geraniol bez koncové -OH skupiny) se nazývá geranyl. Je důležitá při biosyntéze jiných terpenů. Je také vedlejším produktem metabolismu sorbátu a proto velmi nechtěným kontaminantem vína, pokud se v něm množí bakterie.

## Reakce
V kyselých roztocích se geraniol mění na cyklický terpen alfa-terpineol.

## Zdraví a bezpečnost
Geraniolu by se měli vyhnout lidé s alergií na parfémy.